# Bruce Cassidy
Pour les articles homonymes, voir Cassidy.
Bruce James Cassidy (né le 20 mai 1965 à Ottawa, dans la province de l'Ontario au Canada) est un joueur professionnel retraité et entraîneur de hockey sur glace.

## Carrière de joueur
Réclamé au premier tour par les Black Hawks de Chicago lors du repêchage de 1983 de la Ligue nationale de hockey alors qu'il complète sa première saison avec les 67 d'Ottawa de la Ligue de hockey de l'Ontario, Bruce Cassidy poursuit avec ces derniers la saison suivante et remporte avec eux la Coupe Memorial. Il est également appelé à représenter le Canada à l'occasion du championnat du monde junior de 1984 où la formation termine quatrième en plus de rejoindre les Black Hawks pour une rencontre.
De retour avec les 67 pour la saison 1984-1985, il subit avant le camp préparatoire une sévère blessure à un genou qui l'oblige à rater la majorité de la saison. Devenant joueur professionnel au cours de l'été 1985, il rejoint alors le club affilié aux Hawks dans la Ligue américaine de hockey, les Oilers de la Nouvelle-Écosse. Cependant, sa blessure au genou ralenti considérablement sa progression et Cassidy ne dispute que très peu de rencontres entre 1985 et 1987.
S'alignant avec les Hawks de Saginaw de la Ligue internationale de hockey pour la saison 1987-1988, il est appelé à disputer 21 parties avec les Blackhawks et inscrit avec ces derniers un cumulatif de treize points. Se voyant confiné à une carrière de ligue mineure au sein de la formation des Hawks, il décide à l'été 1990 de tenter sa chance du côté européen et rejoint alors le HC Alleghe de la Série A en Italie.
Il reste en Italie durant trois saisons avant de s'entendre pour une année avec le ESV Kaufbeuren de la Bundesliga en Allemagne avant de revenir avec l'organisation des Blackhawks de Chicago. Cassidy rejoint alors leur club affilié en LIH, le Ice d'Indianapolis avec qui il dispute deux saisons, puis après avoir commencé la saison 1996-1997 avec ces derniers, il décide de se retirer de la compétition.

### Carrière d'entraîneur
Quelque temps seulement après son retrait en tant que joueur, il accepte le poste d'entraîneur-chef avec les Lizard Kings de Jacksonville de l'ECHL et reste à la barre de l'équipe jusqu'au terme de la saison 1997-1998. Incapable de mener l'équipe à une participation aux séries éliminatoires en deux tentatives, Cassidy est alors remercié par l'équipe.
Il rejoint pour la saison 1998-1999 le Ice d'Indianapolis pour une saison et bien que l'équipe accuse une fiche déficitaire de 33 victoires contre 37 revers, il parvient à mener le Ice au deuxième tours des séries. Son contrat n'étant pas renouvelé, il retourne pour une saison en ECHL, cette fois avec les Titans de Trenton et voit son équipe s'incliner en demi-finale.
Passant en 2000 au poste d'entraîneur-chef des Griffins de Grand Rapids, il reste avec la formation durant deux saisons avant d'obtenir une première chance dans la LNH avec les Capitals de Washington en 2002. Après s'être incliné au premier tour des séries, les Capitals connaissent un mauvais début de saison en 2003-2004 et alors qu'ils n'ont que huit victoires en 25 rencontres, Bruce Cassidy est blâmé pour ses insuccès et est congédié.
Après une année d'inactivité, il accepte un poste d'entraîneur-adjoint pour les Blackhawks de Chicago avec lesquels il reste une saison avant d'accepter le poste d'entraîneur-chef avec les Frontenacs de Kingston de la Ligue de hockey de l'Ontario. Il reste à la barre de Kingston durant deux saisons avant d'accepter à l'été 2008 un poste d'adjoint avec les Bruins de Providence de la Ligue américaine de hockey. Il est nommé entraineur-chef de l'équipe pour la saison 2011-2012.
Le 7 février 2017, il devient entraîneur-chef des Bruins de Boston à la suite du congédiement de Claude Julien. En juin 2022, il est renvoyé par les Bruins bien que ces derniers aient précédemment confirmé à Cassidy qu'il était reconduit à son poste pour l'année suivante.
Huit jours après avoir perdu son poste au sein des Bruins, il est nommé nouvel entraineur des Golden Knights de Vegas le 14 juin 2022, en remplacement de Peter DeBoer. À sa première année à la tête des Golden Knights, il remporte la coupe Stanley.

## Statistiques
| Saison     | Équipe                       | Ligue          |    | Saison régulière | Saison régulière | Saison régulière | Saison régulière | Saison régulière |   | Séries éliminatoires | Séries éliminatoires | Séries éliminatoires | Séries éliminatoires | Séries éliminatoires |
| Saison     | Équipe                       | Ligue          | PJ | B                | A                | Pts              | Pun              | PJ               | B | A                    | Pts                  | Pun                  |                      |                      |
| 1982-1983  | 67 d'Ottawa                  | LHO            | 70 | 25               | 86               | 111              | 33               | 9                | 3 | 9                    | 12                   | 10                   |                      |                      |
| 1983-1984  | Black Hawks de Chicago       | LNH            | 1  | 0                | 0                | 0                | 0                |                  |   |                      |                      |                      |                      |                      |
| 1983-1984  | 67 d'Ottawa                  | LHO            | 67 | 27               | 68               | 95               | 58               | 13               | 6 | 16                   | 22                   | 6                    |                      |                      |
| 1984       | 67 d'Ottawa                  | Coupe Memorial |    |                  |                  |                  |                  | 5                | 7 | 5                    | 12                   | 2                    |                      |                      |
| 1984-1985  | 67 d'Ottawa                  | LHO            | 28 | 13               | 27               | 40               | 15               |                  |   |                      |                      |                      |                      |                      |
| 1985-1986  | Black Hawks de Chicago       | LNH            | 1  | 0                | 0                | 0                | 0                |                  |   |                      |                      |                      |                      |                      |
| 1985-1986  | Oilers de la Nouvelle-Écosse | LAH            | 4  | 0                | 0                | 0                | 0                |                  |   |                      |                      |                      |                      |                      |
| 1986-1987  | Blackhawks de Chicago        | LNH            | 2  | 0                | 0                | 0                | 0                |                  |   |                      |                      |                      |                      |                      |
| 1986-1987  | Oilers de la Nouvelle-Écosse | LAH            | 19 | 2                | 8                | 10               | 4                |                  |   |                      |                      |                      |                      |                      |
| 1986-87    | Équipe Canada                | Int.           | 12 | 3                | 6                | 9                | 4                |                  |   |                      |                      |                      |                      |                      |
| 1986-1987  | Generals de Saginaw          | LIH            | 10 | 2                | 13               | 15               | 6                | 2                | 1 | 1                    | 2                    | 0                    |                      |                      |
| 1987-1988  | Blackhawks de Chicago        | LNH            | 21 | 3                | 10               | 13               | 6                |                  |   |                      |                      |                      |                      |                      |
| 1987-1988  | Hawks de Saginaw             | LIH            | 60 | 9                | 37               | 46               | 59               | 10               | 2 | 3                    | 5                    | 19                   |                      |                      |
| 1988-1989  | Blackhawks de Chicago        | LNH            | 9  | 0                | 2                | 2                | 4                | 1                | 0 | 0                    | 0                    | 0                    |                      |                      |
| 1988-1989  | Hawks de Saginaw             | LIH            | 72 | 16               | 64               | 80               | 80               | 6                | 0 | 2                    | 2                    | 6                    |                      |                      |
| 1989-1990  | Blackhawks de Chicago        | LNH            | 2  | 1                | 1                | 2                | 0                |                  |   |                      |                      |                      |                      |                      |
| 1989-1990  | Ice d'Indianapolis           | LIH            | 75 | 11               | 46               | 57               | 56               | 14               | 1 | 10                   | 11                   | 20                   |                      |                      |
| 1990-1991  | HC Alleghe                   | Série A        | 36 | 23               | 52               | 75               | 20               | 10               | 7 | 8                    | 15                   | 2                    |                      |                      |
| 1991-1992  | HC Alleghe                   | Alpenliga      | 18 | 13               | 28               | 41               | 16               |                  |   |                      |                      |                      |                      |                      |
| 1991-1992  | HC Alleghe                   | Série A        | 18 | 11               | 18               | 29               | 10               | 9                | 3 | 11                   | 14                   | 2                    |                      |                      |
| 1992-1993  | HC Alleghe                   | Alpenliga      | 32 | 19               | 40               | 59               | 12               |                  |   |                      |                      |                      |                      |                      |
| 1992-1993  | HC Alleghe                   | Série A        | 16 | 6                | 22               | 28               | 4                | 9                | 6 | 8                    | 14                   | 6                    |                      |                      |
| 1993-1994  | HC Bienne                    | LNA            | 4  | 0                | 0                | 0                | 2                |                  |   |                      |                      |                      |                      |                      |
| 1993-1994  | ESV Kaufbeuren               | Bundesliga     | 33 | 8                | 9                | 17               | 12               | 4                | 1 | 2                    | 3                    | --                   |                      |                      |
| 1994-1995  | Ice d'Indianapolis           | LIH            | 29 | 2                | 13               | 15               | 16               |                  |   |                      |                      |                      |                      |                      |
| 1995-1996  | Ice d'Indianapolis           | LIH            | 56 | 5                | 16               | 21               | 46               | 5                | 1 | 0                    | 1                    | 4                    |                      |                      |
| 1996-1997  | Ice d'Indianapolis           | LIH            | 10 | 0                | 4                | 4                | 11               |                  |   |                      |                      |                      |                      |                      |
| Totaux LNH | Totaux LNH                   | Totaux LNH     | 36 | 4                | 13               | 17               | 10               | 1                | 0 | 0                    | 0                    | 0                    |                      |                      |

### Statistiques d'entraîneur-chef
| Saison    | Équipe                       | Ligue |    | PJ | V  | D  | N  | Pr                                    |  | Séries éliminatoires |
| 1996-1997 | Lizard Kings de Jacksonville | ECHL  | 50 | 15 | 25 | 10 | 0  | Non qualifiés                         |  |                      |
| 1997-1998 | Lizard Kings de Jacksonville | ECHL  | 70 | 35 | 29 | 0  | 6  | Non qualifiés                         |  |                      |
| 1998-1999 | Ice d'Indianapolis           | LIH   | 82 | 33 | 37 | 0  | 12 | Défaite au 2e tour                    |  |                      |
| 1999-2000 | Titans de Trenton            | ECHL  | 70 | 37 | 29 | 0  | 4  | Défaite au 4e tour                    |  |                      |
| 2000-2001 | Griffins de Grand Rapids     | LIH   | 82 | 53 | 22 | 0  | 7  | Défaite au 2e tour                    |  |                      |
| 2001-2002 | Griffins de Grand Rapids     | LAH   | 80 | 42 | 27 | 11 | 0  | Défaite au 1er tour                   |  |                      |
| 2002-2003 | Capitals de Washington       | LNH   | 82 | 39 | 29 | 8  | 6  | Défaite au 1er tour                   |  |                      |
| 2003-2004 | Capitals de Washington       | LNH   | 25 | 8  | 16 | 1  | 0  | Remplacé par Glen Hanlon              |  |                      |
| 2006-2007 | Frontenacs de Kingston       | LHO   | 68 | 31 | 30 | 5  | 2  | Défaite au 1er tour                   |  |                      |
| 2007-2008 | Frontenacs de Kingston       | LHO   | 68 | 25 | 41 | 0  | 2  | Non qualifiés                         |  |                      |
| 2011-2012 | Bruins de Providence         | LAH   | 76 | 35 | 34 | –  | 7  | Non qualifiés                         |  |                      |
| 2012-2013 | Bruins de Providence         | LAH   | 76 | 50 | 21 | –  | 5  | Défaite au 2e tour                    |  |                      |
| 2013-2014 | Bruins de Providence         | LAH   | 76 | 40 | 25 | –  | 11 | Défaite au 2e tour                    |  |                      |
| 2014-2015 | Bruins de Providence         | LAH   | 76 | 41 | 26 | –  | 9  | Défaite au 1er tour                   |  |                      |
| 2015-2016 | Bruins de Providence         | LAH   | 76 | 41 | 22 | –  | 13 | Défaite au 1er tour                   |  |                      |
| 2016-2017 | Bruins de Boston             | LNH   | 27 | 18 | 8  | –  | 1  | Défaite au 1er tour                   |  |                      |
| 2017-2018 | Bruins de Boston             | LNH   | 82 | 50 | 20 | –  | 12 | Défaite au 2e tour                    |  |                      |
| 2018-2019 | Bruins de Boston             | LNH   | 82 | 49 | 24 | –  | 9  | Défaite en finale                     |  |                      |
| 2019-2020 | Bruins de Boston             | LNH   | 70 | 44 | 14 | –  | 12 | Défaite en demi-finales d'association |  |                      |
| 2020-2021 | Bruins de Boston             | LNH   | 56 | 33 | 16 | –  | 7  | Défaite au 2e tour                    |  |                      |
| 2021-2022 | Bruins de Boston             | LNH   | 82 | 51 | 26 | –  | 5  | Défaite au 1er tour                   |  |                      |
| 2022-2023 | Golden Knights de Vegas      | LNH   | 82 | 51 | 22 | –  | 9  | Remporte la coupe Stanley             |  |                      |
| 2023-2024 | Golden Knights de Vegas      | LNH   | 82 | 45 | 29 | –  | 8  | Défaite au 1er tour                   |  |                      |

## Récompenses

### Comme joueur
- Ligue de hockey de l'Ontario
  - Nommé joueur recrue de l'année en 1983.
  - Nommé dans la deuxième équipe d'étoiles en 1984.
- Coupe Memorial
  - Vainqueur du tournoi avec les 67 d'Ottawa en 1984.
  - Nommé dans l'équipe d'étoiles du tournoi en 1984.
- Ligue internationale de hockey
  - Nommé dans la première équipe d'étoiles en 1989 et 1990.

### Comme entraîneur
- Ligue américaine de hockey
  - Récipiendaire du trophée Louis-A.-R.-Pieri remis au meilleur entraîneur par excellence en 2002.

## Transactions
- Repêchage 1983 : réclamé par les Black Hawks de Chicago (1er choix de l'équipe, 18e au total).
- 28 juillet 1994 : signe à titre d'agent libre avec les Blackhawks de Chicago.
- 25 juin 2002 : nommé entraîneur-chef des Capitals de Washington.